# NGC 4820
NGC 4820 је лентикуларна галаксија у сазвежђу Девица која се налази на NGC листи објеката дубоког неба.
Деклинација објекта је - 13° 43' 8" а ректасцензија 12h 57m 0,5s. Привидна величина (магнитуда) објекта NGC 4820 износи 13,9 а фотографска магнитуда 14,9. NGC 4820 је још познат и под ознакама MCG -2-33-67, PGC 44227.